# Amerikaanse kruidkers
De Amerikaanse kruidkers (Lepidium virginicum) is een eenjarige plant, die behoort tot de kruisbloemenfamilie (Cruciferae of Brassicaceae). De plant komt van nature voor in Noord-Amerika en is vandaar uit verspreid naar Europa en Oost-Azië. De dichtbloemige kruidkers (Lepidium densiflorum) onderscheidt zich van de Amerikaanse kruidkers door het ontbreken van of de veel kortere (korter dan de kelkbladen) kroonbladen. De plant heeft een peperachtige smaak.
De plant wordt 15-60 cm hoog en vormt een wortelrozet. Op de stengel en de stengeltjes van de bloeiwijze zitten slanke, meestal naar boven gebogen, spitse haartjes. De tot 5 cm lange en 1 cm brede wortelbladeren zijn liervormig veerspletig tot veerdelig met eironde, getande tot ingesneden slippen. De middelste stengelbladeren zijn lancetvormig en lopen spits toe.
De Amerikaanse kruidkers bloeit van mei tot augustus met 2 mm grote, witte bloemen. De kroonbladen zijn meestal langer dan de kelkbladen. De helmknoppen zijn geel. De bloeiwijze is een tros.
De vrucht is een bijna rond, 2,5-3,5 mm breed hauwtje met een inkeping aan de top. Het 1,5 mm lange en 1,1 mm brede zaadje is aan een kant gerand (gevleugeld).
De plant komt voor langs spoorwegen op droge, voedselrijke grond en tussen bestrating.

## Toepassingen
De jonge bladeren kunnen gekookt of vers gegeten worden. De jonge hauwtjes kunnen ter vervanging van peper gebruikt worden.

## Namen in andere talen
- Duits: Virginische Kresse
- Engels: Virginia pepperweed, Virginia Peppergrass, Poor man's pepper

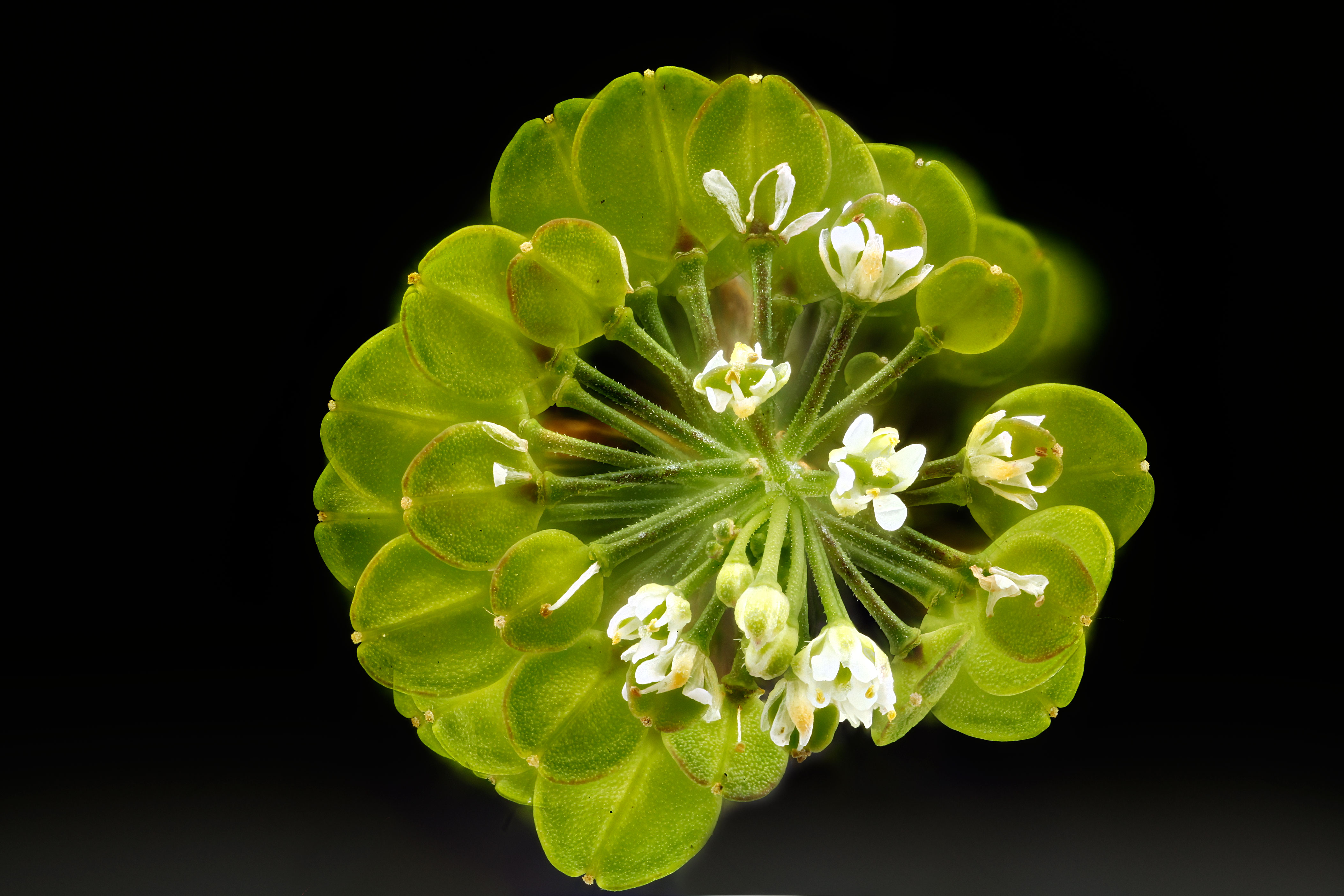

- Frans: Passerage de Virginie